# Nihoa mahina
Nihoa mahina är en spindelart som beskrevs av Churchill och Raven 1992. Nihoa mahina ingår i släktet Nihoa och familjen Barychelidae. Inga underarter finns listade i Catalogue of Life.